# Snake River Land Company Residence and Office
Les Snake River Land Company Residence and Office sont des bâtiments dans le comté de Teton, dans le Wyoming, aux États-Unis. Protégé au sein du parc national de Grand Teton, cet ensemble composé d'une maison et d'un bureau indépendant est inscrit au Registre national des lieux historiques depuis le 7 juillet 2006.